# Se prohíbe
Se prohíbe es el 14º álbum de Lucía Méndez editado el año 1993.
Los sencillos que destacaron de esta grabación son: Vete, Caricias de humo y Se prohíbe.

## Temas
1. Vete (Juan Eduardo Carballo y Orlando Jiménez)
2. Marielena (Jorge Calandrelli y Rolando Hernández)
3. Esta misma noche (Sergio Fachelli y Carlos Toro)
4. Caricias de humo (Tony Medina)
5. Pobre corazón (Eduardo Carballo y Marquito)
6. Se prohíbe (Lolita de la Colina)
7. Esta historia la conozco (Jorge Calandrelli y Rolando Hernández)
8. No es falta de amor (Armando Manzanero)
9. Desde adentro (Rubén Amado)
10. Se me olvidó tu cara (Lolita de la Colina)

- Arreglos y dirección: Jorge Calandrelli.
- Arreglos adicionales en "Vete", "Desde adentro" y "Esta misma noche": Randy Waldman.
- Arreglo adicional en "No es falta de amor": Mike Levine.

## Créditos
- Producción: Jorge Calandrelli
- Coordinación de producción: Marcia Calandrelli
- Fotografía: Harry Langdon
- Director de arte: Arturo Medellín

## Músicos
- Teclados y programación: Jorge Calandrelli
- Guitarras: Bryan Monroney
- Bajo: Jimmy Johnson
- Batería: John Robinson
- Percusión: Efraín Toro
- Solos de saxo: Brandon Fields
- Trompetas: Dan Forenero, Ramón Flores, Dennis Farías
- Trombón: Eric Jorgensen